# Paro (Roboter)

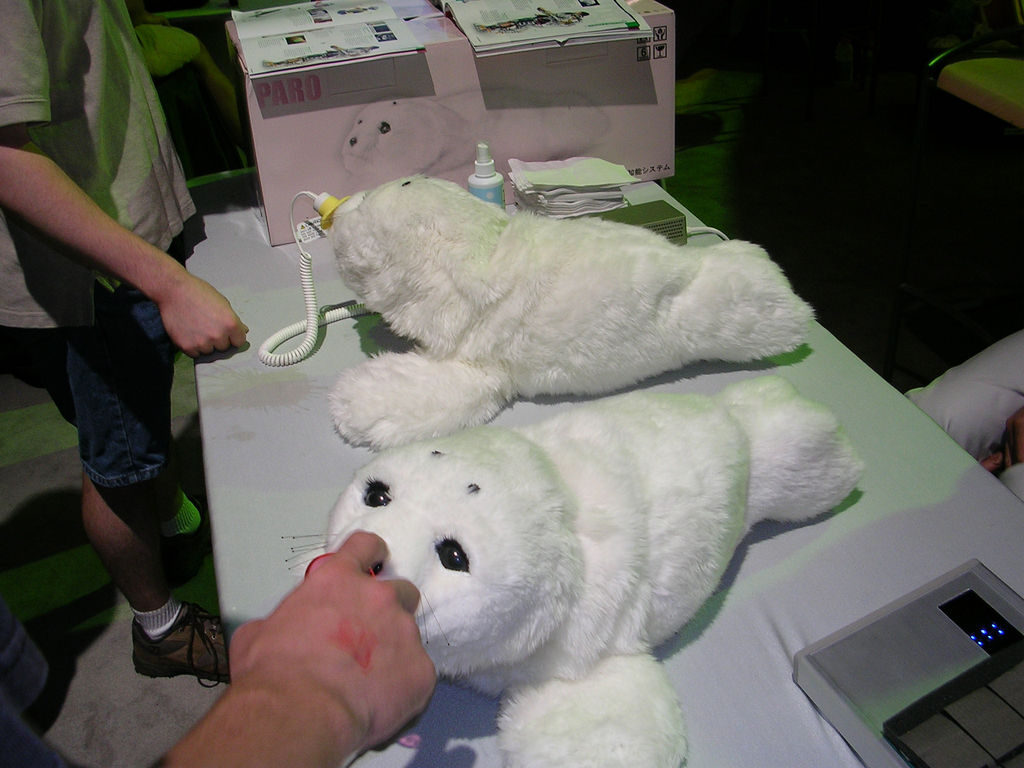
Paro

Paro ist ein 60 cm langer persönlicher Roboter (englisch medical commitment robot), der zu therapeutischen Zwecken eingesetzt wird. Paro ist eine Puppe, die dem Jungen einer Sattelrobbe nachempfunden wurde. Sie soll einen beruhigenden Einfluss auf Patienten haben. Die Idee geht von Erfahrungen der tiergestützten Therapie aus.
Der Roboter verfügt unter seinem flauschigen hellen Fell über taktile Sensorik und kann darüber wahrnehmen, wenn ein Mensch ihn streichelt. Darauf reagiert Paro mit der Bewegung des Schwanzes sowie des Kopfs und der Augen. Der Roboter reagiert darüber hinaus auf Geräusche und kann Namen lernen. Paro macht selbst Geräusche, die denen von echten Sattelrobbenjungen ähneln. Anders als diese ist Paro so programmiert, dass er nicht nachts, sondern nur am Tag aktiv ist.
Paro wurde in Japan von Takanori Shibata am National Institute of Advanced Industrial Science and Technology (AIST) seit 1993 entwickelt und 2001 der Öffentlichkeit vorgestellt. Seit dem Jahr seit 2004 wird der Roboter verkauft. Auch in Deutschland wird Paro in mehr als 40 Pflegeeinrichtungen als Therapiemittel in der Betreuung von Menschen mit Demenz eingesetzt. Die Patienten sollen durch die Interaktion mit der Robbe gesprächiger und gelöster werden, in dem er Schlüsselreize auslöst. Paro stellt eine Ergänzung, keinen Ersatz humaner Pflege dar.
Paro wurde unter anderem in der Ausstellung „Alle Generationen in einem Boot“ im Rahmen des Wissenschaftsjahrs 2013 „Die demografische Chance“ auf der MS Wissenschaft gezeigt.
Des Weiteren sind Exemplare im Technikmuseum Linz (ARS Electronica, 04/2015), im Deutschen Museum München und im Technischen Museum Wien zu betrachten.